# 张锋 (1963年)
張鋒（1963年6月—），男，漢族，山西太原人，畢業於天津大學無線電技術專業，清華大學EMBA碩士，高級工程師。1984年8月參加工作，1984年6月加入中國共產黨。

## 生平
長年於深圳市先科企業集團、中電廣通股份有限公司工作。2011年4月，任秦皇島市人民政府副市長、黨組成員。2020年6月，任河北省商務廳廳長。2022年9月，不再擔任省商務廳廳長職務。